# Stent

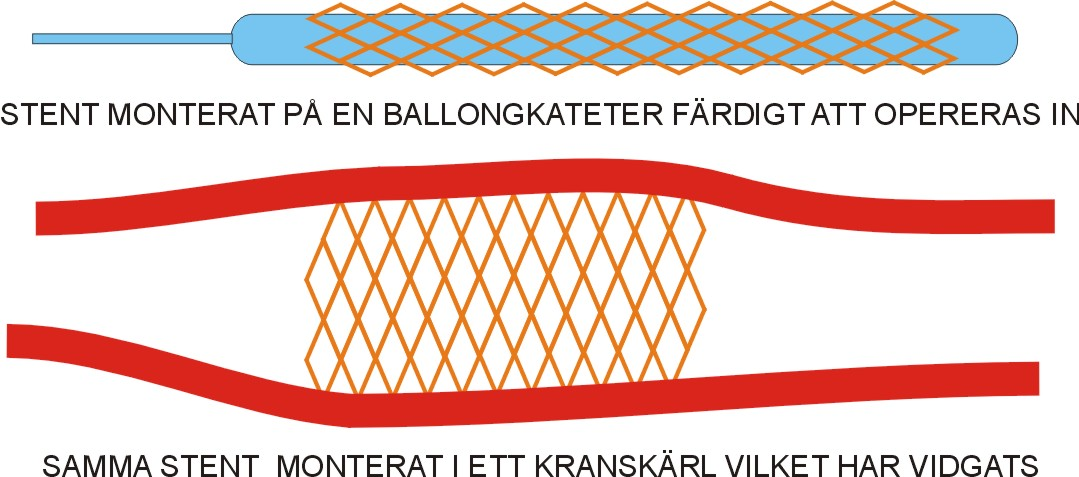
En stent.

Stent är en sträckmetallcylinder tillverkad av rostfritt stål, nitinol (nickel-titanlegering) eller krom-koboltlegering vilken träs på en ballongkateter för att kunna föras in och vidgas i ett blodkärl, urinledare, urinrör, gallgång eller motsvarande. Stentar är ofta behandlade med olika ämnen för att man ska få det resultat som önskas.
Stent används, när en vidgning av någon av kroppens rörformade strukturer exempelvis blodkärl krävs eller om det spricker, för att armera inifrån, så att blodet eller den vätska det leder kan passera.  Efter att en stent monterats i ett blodkärl får patienten äta så kallad blodförtunnande medicin som motverkar proppbildning och då speciellt vid stenten. Eftersom stenten består av trådar kan en blodpropp lätt fastna. Efter ett år har en ny yta bildats som täcker stenten. Vid stentinsättning i andra ledningar och kärl behövs inte blodförtunnande behandling.
Vid förträngning i hjärtats kranskärl monteras en stent under uppsikt med kranskärlsröntgen. Förr gick man in i kroppen vid höger ljumske, i andra hand i vänster ljumske. Efteråt fick patienten ha ett tryckbandage över nedre delen av buken. Själva behandlingen upplevdes inte som smärtsam. Numera går man in via en artär i handleden med ett endast cirka 3–5 mm stort snitt. Efteråt läggs ett uppblåsbart tryckbandage av plast (själva tryckblåsan är, till en början, ungefär som en prinskorv i storlek) över snittet och får vara kvar i cirka 3 timmar vid en stegvis trycksänkning, vilket sker på patientens avdelning.
Anläggning av stentar i andra organsystem görs via laparoskopi eller andra metoder för att komma åt det önskade kärlet eller ledningen beroende på var i kroppen stenten skall sättas in.
Operationen är mycket kostnadseffektiv (en stentoperation kostar cirka 60 000 kronor), dels behövs inget kirurgiskt ingrepp (som kostar cirka 500 000 kronor), dels sker det med endast lokalbedövning och dels kan patienten återgå till sitt arbete direkt. Dock får patienten stanna över natt för att säkerställa läkningen av operationshålet. Ett kirurgiskt ingrepp för att åtgärda ett kranskärl kostar många gånger mer än en stent-operation. Därtill tar läkningen flera månader i anspråk och risken för infektioner och andra komplikationer är mycket större.

## Historia
Stenten uppfanns av svensken Hans Wallstén (1923–2018).
1973 hade Wallstén flyttat till Schweiz och 1979 kontaktades han där av kärlkirurgen Åke Senning, som önskade en spiralfjäder att kunna sätta in i små förträngda blodkärl för att hålla dem öppna. Projektet misslyckades men i stället konstruerade Wallstén ett tunt elastiskt rör av stålfibernät (Wallstent) som med en ballongkateter kunde föras in i blodkärlen och där expanderas. Efter flera års experimenterande sattes 1986 en stent in första gången i ett kranskärl på en människa. Den fungerade mycket väl och metoden blev en världsframgång som vidareutvecklats för användning även i andra organ som gallgångar och urinvägar. Miljontals stentar av olika fabrikat används årligen (2017) över hela världen.
Wallstent-patentet såldes 1989 till läkemedelsföretaget Pfizer och stentar har utvecklats mycket efter det att själva uppfinningen gjordes.

## Illustrationer

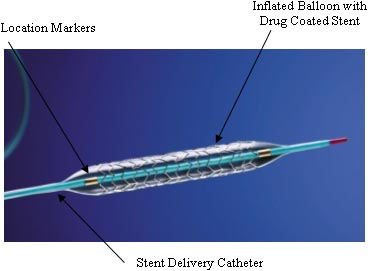
En stent färdig att opereras in.
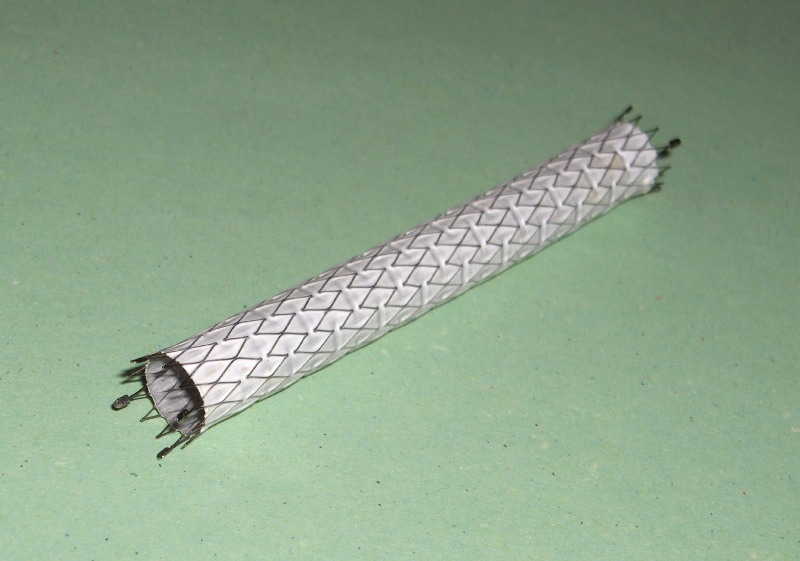
Stent av sträckmetall.
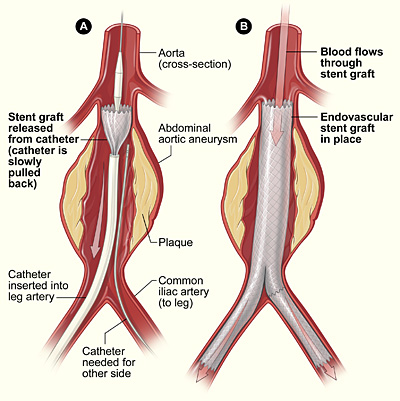
En stent placeras på plats och expanderas med blåsan.
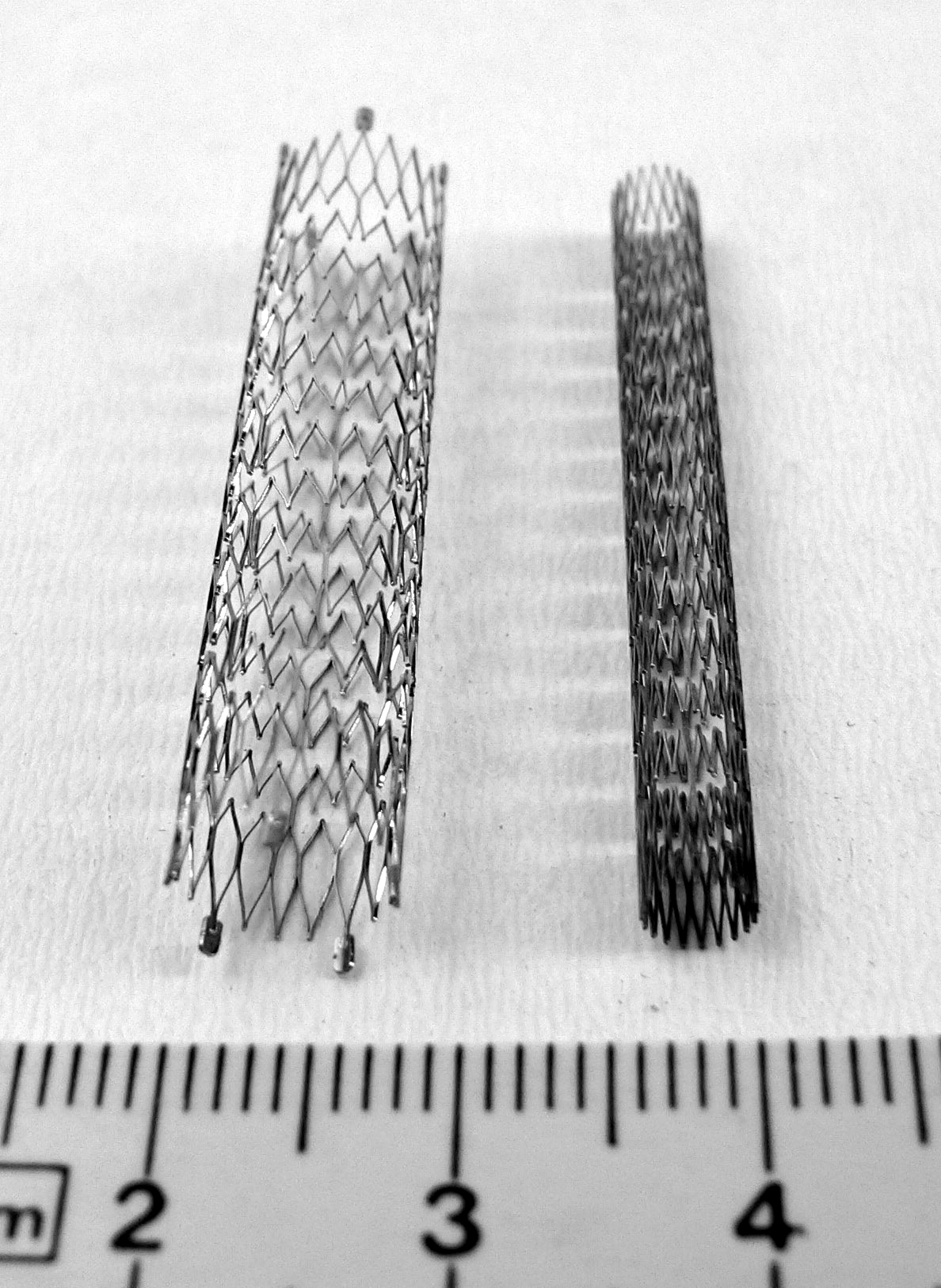
Till vänster en expanderad stent, till höger likadan stent men oexpanderad.

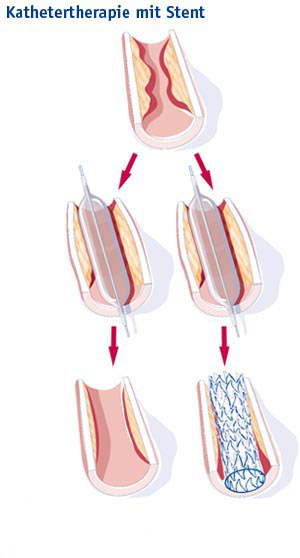
Till vänster en ballongutvidgning, till höger har en stent placeras i ett blodkärl.